# Cixius maculosa
Cixius maculosa är en insektsart som beskrevs av Tsaur 1991. Cixius maculosa ingår i släktet Cixius och familjen kilstritar. Inga underarter finns listade i Catalogue of Life.